# Raiffeisenbank Steinheim
Die Raiffeisenbank Steinheim eG war eine Genossenschaftsbank mit Sitz in Steinheim am Albuch. Sie gehörte zu den kleineren, regional tätigen Kreditgenossenschaften im Kreis Heidenheim. Mit Vertrag vom 16. Juni 2023 wurde die Bank auf die Heidenheimer Volksbank eG verschmolzen.

## Geschäftsstellen

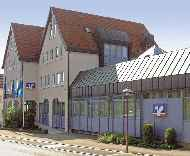
Hauptstelle in Steinheim am Albuch
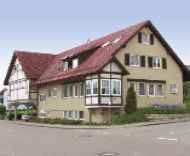
Geschäftsstelle in Söhnstetten
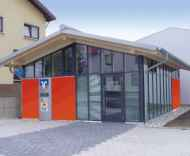
Geschäftsstelle in Königsbronn-Zang

## Geschichtliches
Das Institut wurde am 22. Dezember 1889 in Steinheim am Albuch gegründet.